# Distretto di Trujillo
Il distretto di  Trujillo è uno degli undici distretti della provincia di Trujillo, in Perù. Si trova nella regione di La Libertad e si estende su una superficie di 39,36  chilometri quadrati.